# Жертвоприношение (фильм, 2010)
«Сирота из рода Чжао» (кит. 赵氏孤儿, Zhào Shì Gū Ér) — фильм 2010 года, реж. Чэнь Кайгэ. Английское название фильма — «Sacrifice» («Жертва», «Жертвоприношение»).

## Сюжет
Фильм снят по мотивам древнекитайской пьесы драматурга Цзи Цзюньсяна «Сирота из рода Чжао».
597 год до н. э. доимперский Древний Китай в эпоху формального правления династии Чжоу, в период «Вёсен и Осеней», разделён на несколько удельных царств. Действие происходит в удельном царстве Цзинь.
Коварный генерал удельного царства Цзинь Ту Аньгу подставляет семью чиновников и военачальников Чжао, с которой у него давняя вражда. Семью Чжао ложно обвиняют в убийстве цзиньского правителя-гуна. Ту Аньгу провоцирует истребление всего рода Чжао (Чжао Дуня, Чжао Шо и др., всего более 300 человек).
Единственного выжившего из рода Чжао — младенца Чжао У (сына Чжао Шо и сестры цзиньского правителя-гуна принцессы Чжуан Цзи) спасает Чэн Ин — врач и друг семьи Чжао. Во время поисков младенца, врач Чэн Ин делает подмену и спасая высокородного младенца Чжао У, жертвует своим собственным новорожденным сыном…

## В ролях
- Гэ Ю — Чэн Ин
- Ван Сюэци — Туань Гу
- Чжан Фэнъи — Гунсунь Чуцзю
- Винсент Чжао — Чжао Шо
- Фань Бинбин — принцесса Чжуан Цзи
- Хуан Сяомин — Хань Цзюэ
- Бао Гоань — Чжао Дунь
- Чжао Вэньхао — Чжао У